# 台中市公車182路
台中市公車182路目前行駛豐原轉運中心經神岡、新庄到清水。

## 歷史
- 2012年10月1日：原公路客運6534路改制為台中市公車182路。[2]
- 2013年9月30日：「大社」站更名為「岸裡國小」。
- 2014年9月1日：繞駛至臺中航空站，增設「臺中航空站」、「西勢十巷口」、「中航和睦路口」三站，並微調發車時刻。另取消「友仁工廠」站。
- 2015年4月15日：增停「西勢營門」。
- 2015年5月11日：「清水高中」更名為「清水高中（學園街）」。
- 2015年5月15日：增停「和睦路807巷口」。
- 2016年10月16日：調整行駛路線至豐原東站，調整後將「和平街」、「豐原」站位裁撤。
- 2017年3月26日：配合豐原區「向陽路地下道填平工程」道路管制禁止通行，2017年3月26日至2017年8月31日止改道為「中正路－三豐路－圓環北路－豐勢路－豐原東站」，改道後行經之既有站位皆停靠。[3]
- 2017年8月20日：「豐原郵局」更名為「臺灣企銀（豐原郵局）」。
- 2017年9月1日：因向陽路地下道填平工程完工日期延期，故持續改道。恢復原行駛動線再另行公告。
- 2017年9月11日：向陽路地下道填平工程完工，恢復原行駛動線。
- 2019年9月21日：配合豐原東站轉運中心興建施工，「豐原東站」下車地點調整至「豐原東站臨時下車站」站牌處(豐陽路150號旁)。
- 2019年10月25日：調整部分班次發車時刻。

## 路線基本資料
全程行車里數約23.5公里，全程行車時間約75分。往清水59站，往豐原轉運中心59站。
本路線自豐原轉運中心起，經豐原區豐陽路、向陽路、中正路、(神岡區)中山路、神岡路、神清路、(神岡區、清水區、沙鹿區)和睦路、(沙鹿區、清水區)中航路、學園街、中山路到清水。

### 時刻表
- 時刻表僅供參考，請以豐原客運網站公告為準。
- 時刻表更新日期為2025年3月7日。

| 台中市公車182路平日時刻列表 | 台中市公車182路平日時刻列表 | 台中市公車182路平日時刻列表 | 台中市公車182路平日時刻列表 |
| --------------------------- | --------------------------- | --------------------------- | --------------------------- |
| 豐原轉運中心開時刻          | 豐原轉運中心開備註          | 清水開時刻                  | 清水開備註                  |
| 08:10                       | -                           | 07:10                       | -                           |
| 09:50                       | -                           | 11:00                       | -                           |
| 12:00                       | -                           | 13:10                       | -                           |
| 15:00                       | -                           | 14:30                       | -                           |
| 16:10                       | -                           | 17:20                       | -                           |

| 台中市公車182路例假日及寒暑假時刻列表 | 台中市公車182路例假日及寒暑假時刻列表 | 台中市公車182路例假日及寒暑假時刻列表 | 台中市公車182路例假日及寒暑假時刻列表 |
| ------------------------------------- | ------------------------------------- | ------------------------------------- | ------------------------------------- |
| 豐原轉運中心開時刻                    | 豐原轉運中心開備註                    | 清水開時刻                            | 清水開備註                            |
| 06:30                                 | -                                     | 09:20                                 | -                                     |
| 08:10                                 | -                                     | 13:10                                 | -                                     |
| 10:00                                 | -                                     | 14:30                                 | -                                     |
| 12:00                                 | -                                     | 17:20                                 | -                                     |
| 15:00                                 | -                                     | -                                     | -                                     |
| 16:10                                 | -                                     | -                                     | -                                     |

### 收費
依里程計費；刷電子票證10公里免費

### 停站
參見右側站牌路線圖。